# Nigel Dick
Nigel Andrew Robertson Dick (Catterick, 21 marzo 1953) è un regista e musicista inglese, specializzato nella direzione di video musicali.

## Biografia
Nigel Dick comincia la propria carriera nel mondo della discografia, lavorando per la Stiff Records per cinque anni e per la Phonogram Records per tre anni. Durante il suo periodo alla Phonogram, Dick dirige il video per Do They Know It's Christmas? della originale Band Aid, lavorando quindi con Boy George, David Bowie, Phil Collins, Sting, Bono, i Duran Duran ed altri. Nel 1987 dirige il film P.I. Private Investigations con Ray Sharkey e Martin Balsam, a cui seguiranno decine di documentari e centinaia di video musicali.
Nel 1986 fonda la Propaganda Films, compagnia di produzione per video musicali. Nel 1999 dirige per MTV il film 2gether, da cui sarà tratta una serie televisiva e due album. Nigel Dick collabora anche alla stesura delle canzoni per il primo album. Nel 2008 E! Entertainment Television ha annunciato la produzione di una serie di documentari sulla vita di Pamela Anderson che saranno diretti da Nigel Dick.
Fra gli artisti diretti da Dick si possono citare Anastacia, Def Leppard, Nickelback, Guns N' Roses, Oasis, Kula Shaker, Backstreet Boys, Toni Braxton, Good Charlotte, Green Day, Il Divo, Elton John, Ricky Martin, Paul McCartney, Amy Lee, Tina Turner, Céline Dion, R.E.M., Gloria Estefan, 'N Sync, Pussycat Dolls, Ozzy Osbourne e Tears For Fears.

## Riconoscimenti
Nella propria carriera Nigel Dick come regista ha vinto tre MTV Video Music Award, due Billboard Award e tre MVPA awards. I suoi video invece hanno vinto un BRIT Award ed hanno ottenuto oltre venti nomination agli MTV Music Video Award, sedici ai Much Music Award ed un Grammy Award.

## Videografia parziale
- 1984 - Tears For Fears: Mothers Talk
- 1984 - Tears For Fears: Shout
- 1985 - Tears For Fears: Everybody Wants to Rule the World
- 1985 - Tears For Fears: Head over Heels
- 1985 - Tears For Fears: I Believe
- 1987 - Guns N' Roses: Welcome to the Jungle
- 1988 - Toto: Stop Loving You
- 1988 - Toto: Pamela
- 1988 - Guns N' Roses: Sweet Child o' Mine
- 1988 - Toto: Straight for the Heart
- 1988 - Guns N' Roses: Paradise City
- 1988 - Bad Company: One Night
- 1988 - BulletBoys: For the Love of Money
- 1988 - Def Leppard: Rocket
- 1989 - Tesla: Hang Tough
- 1989 - Extreme: Kid Ego
- 1989 - Great White: Once Bitten, Twice Shy
- 1989 - Guns N' Roses: Patience
- 1989 - Great White: Mista Bone
- 1989 - Extreme: Little Girls
- 1989 - Alice Cooper: Poison
- 1989 - Great White: The Angel Song
- 1989 - Alice Cooper: Bed of Nails
- 1989 - Ten Years After: Highway of Love
- 1989 - Guns N' Roses: It's So Easy
- 1989 - Alice Cooper: House of Fire
- 1989 - Great White: House of Broken Love
- 1989 - The Cult: Sweet Soul Sister
- 1990 - Inside Out: Mr. Weasel
- 1990 - Inside Out: Big X
- 1990 - Inside Out: My Cyberian Rhapshody
- 1990 - Inside Out: The Wind Up
- 1990 - Taylor Dayne: Love Will Lead You Back
- 1990 - Alice Cooper: Only My Heart Talkin'
- 1990 - Cheap Trick: Can't Stop Fallin' Into Love
- 1990 - Jimmy Barnes: Make It Last All Night

- 1990 - Tears For Fears: Famous Last Words
- 1990 - Toto: Out of Love
- 1990 - Cheap Trick: Wherever Would I Be?
- 1990 - Toto: Can You Hear What I'm Saying
- 1990 - Paul McCartney: All My Trials
- 1991 - Inside Out: Relaxing Julie
- 1991 - Inside Out: Wet Dreams
- 1991 - Inside Out: There's This Travelling
- 1991 - Inside Out: Salesman See
- 1991 - Warrant: Blind Faith
- 1991 - Yes: Lift Me Up
- 1991 - Simple Minds: Stand By Love
- 1992 - Cinderella: Hot & Bothered
- 1992 - Julian Lennon: Get A Life
- 1992 - Black Sabbath: TV Crimes
- 1992 - Toto: Don't Chain My Heart
- 1992 - Alice in Chains: Rooster
- 1993 - Alice in Chains: Down in a Hole
- 1995 - Oasis: Rock 'n' Roll Star
- 1995 - Oasis: Wonderwall
- 1996 - Silverchair: Israel's Son
- 1996 - Céline Dion: Falling into You
- 1996 - Oasis: Don't Look Back in Anger
- 1996 - Ozzy Osbourne: See You on the Other Side
- 1996 - Eros Ramazzotti: Più bella cosa
- 1996 - Oasis: Champagne Supernova
- 1996 - Def Leppard: Slang
- 1996 - Def Leppard: Work It Out
- 1996 - Céline Dion: It's All Coming Back to Me Now
- 1996 - Kula Shaker: Tattva
- 1996 - Social Distortion: When The Angels Sing
- 1996 - The Offspring: Gone Away
- 1997 - Savage Garden: I Want You
- 1997 - Savage Garden: To the Moon and Back
- 1997 - Backstreet Boys: As Long as You Love Me
- 1997 - Oasis: Don't Go Away

- 1997 - Ozzy Osbourne: Back on Earth
- 1997 - Eros Ramazzotti: Cose della vita
- 1997 - Third Eye Blind: How's It Going To Be?
- 1998 - Backstreet Boys: All I Have to Give
- 1998 - Bryan Adams: I'm Ready
- 1998 - Britney Spears: ...Baby One More Time
- 1998 - Cher: Believe
- 1998 - Cher: Strong Enough
- 1999 - R.E.M.: At My Most Beautiful
- 1999 - Britney Spears: Sometimes
- 1999 - Enrique Iglesias: Bailamos
- 1999 - Britney Spears: (You Drive Me) Crazy
- 1999 - Ricky Martin: She's All I Ever Had
- 1999 - Anastacia: I'm Outta Love
- 2000 - Britney Spears: Oops!... I Did It Again (singolo)
- 2000 - Jessica Simpson: I Think I'm in Love with You
- 2000 - Travis: Turn
- 2000 - Melanie B: Tell Me
- 2000 - Good Charlotte: Little Things
- 2000 - Anastacia: Cowboys & Kisses
- 2001 - 3 Doors Down: Be Like That
- 2001 - Staind: Outside
- 2001 - Cher: The Music's No Good Without You
- 2001 - Backstreet Boys: Drowning
- 2001 - Nickelback: Too Bad
- 2001 - Staind: For You
- 2002 - The Calling: Adrienne
- 2002 - Nickelback: Never Again
- 2002 - Nickelback: Photograph
- 2003 - Meat Loaf: Couldn't Have Said It Better
- 2003 - Staind: So Far Away
- 2003 - Nickelback: Someday
- 2005 - Nickelback: Far Away
- 2006 - Nickelback: Savin' Me